# Кіріархія

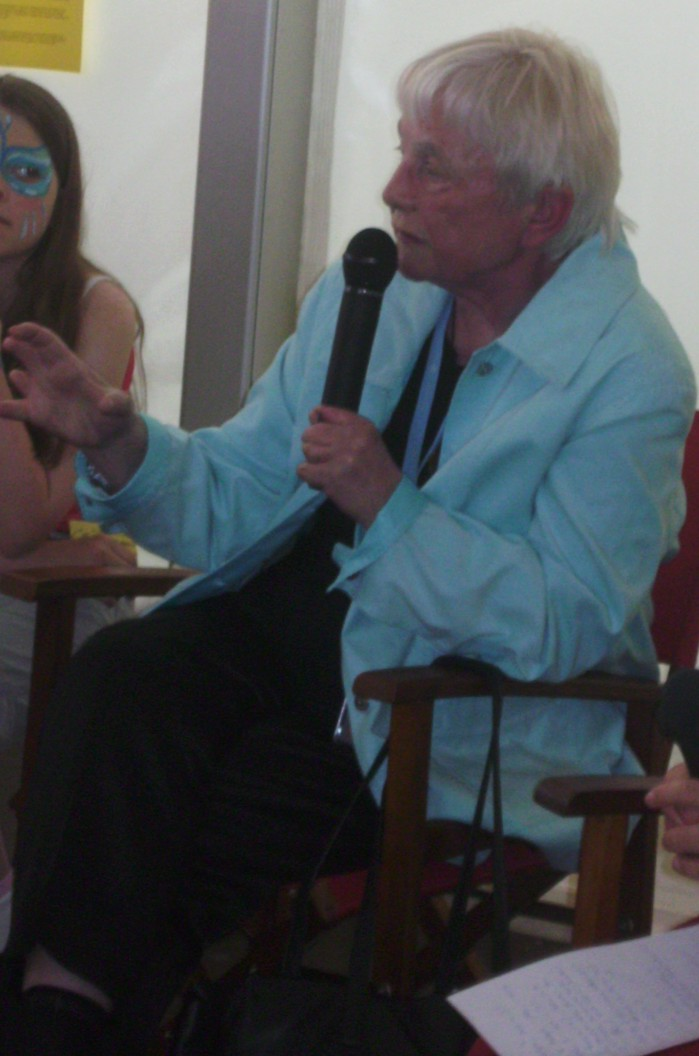
, 2008

Кіріа́рхія (грец. ίεράρχίά, від κύριος — лорд, господар, та άρχή — володіти, керувати) —  соціальна система або набір поєднаних соціальних систем, базованих на домінації, приниженні та підкоренні. Феміністська теологиня Елізабет Фіоренза вперше вжила цей термін у 1992 році для опису своєї теорії взаємопов'язаних, інтерактивних та самопоширюваних систем домінації та підкорення, в яких особа може бути принижена в певних взаємовідносинах і привілейована в інших. Кіріархія вважається міжсекційним розширенням патріархату за межі гендеру. Термін охоплює такі види дискримінації як сексизм, расизм, гомофобію, класизм, економічну несправедливість, колоніалізм, етноцентризм, антропоцентризм та інші типи домінантних ієрархій, в яких підпорядкування однієї особи або групи осіб до інших є закарбованим та інституційним.

## Етимологія
Елізабет Фіоренза вперше використала визначення "кіріархія" у 1992 після публікації книги But She Said: Feminist Practices of Biblical Interpretation ("Але вона сказала: феміністськы практики біблійних інтерпретацій"). Термін походить від двох грецьких слів: грец. ίεράρχίά, від κύριος — лорд, господар, та άρχή — володіти, керувати. Саме слово "кіріархія" (грецьке слово κυριαρχία, кіріархія, побудоване правильно, але не знайдено в даньогрецькій) тепер може бути вжите для визначення суверенітету, наприклад, панування правителя.

## Використання
Автентично термін був розвинений в контексті феміністичного теологічного дискурсу і вживається у певних академічних сферах для опису гендерно неупереджених систем правління, протилежних до патріархату. Його також часто вживають поза науковими межами.